# Feminazistka
Feminazistka (ang. feminazi) – pejoratywne określenie feministki powstałe w Stanach Zjednoczonych w latach 90. XX wieku i spopularyzowane przez Rusha Limbaugha na falach prowadzonego przez niego talk-show w Premiere Radio Networks. Termin ten jest powszechnie używany przez amerykańskich antyfeministów, szczególnie w odniesieniu do feministek radykalnych. 
W Polsce termin jest używany m.in. przez Janusza Korwin-Mikkego na łamach prowadzonego przez niego bloga.